# Żyrator
Żyrator jest układem elektronicznym umożliwiającym „odwracanie” impedancji. Innymi słowy układ zbudowany na elementach pojemnościowych będzie przejawiał właściwości indukcyjne (nie będzie to indukcyjność w sensie fizycznym, ale indukcyjność z punktu widzenia teorii obwodów). Idea żyratora została opracowana około 1948 w laboratoriach firmy Philips. Stosuje się go głównie w układach filtrów aktywnych.
Żyrator idealny jest czwórnikiem opisanym stałą żyracji większą od zera.

## Wady i zalety

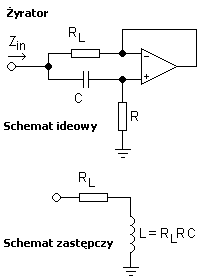
Żyrator symulujący indukcyjność

Żyrator jest stosowany do symulowania elementów indukcyjnych w niewielkich wymiarowo układach elektronicznych, np. w układach scalonych. Ponieważ rzeczywista cewka ma zazwyczaj spore wymiary, zwłaszcza jeżeli wykazuje dużą indukcyjność, stosowanie jej w układach o dużej miniaturyzacji jest praktycznie niemożliwe. Do istotnych wad cewek zalicza się także wytwarzane przez nie pole magnetyczne, które indukuje w otaczających ją przewodach (ścieżkach drukowanych) niepożądane prądy, zwiększając szumy w układzie oraz tworząc nieplanowane sprzężenia. Poza tym, rzeczywisty kondensator jest znacznie bardziej zbliżony do idealnej pojemności niż rzeczywista cewka do idealnej indukcyjności (niepomijalna rezystancja i występowanie zjawiska nasycenia). Tak więc układ symulujący indukcyjność za pomocą pojemności może osiągnąć znacznie lepsze właściwości niż rzeczywisty element indukcyjny. Przy produkcji masowej ważnym atutem takiego układu jest niska – w porównaniu do cewek – cena elementów składowych. Wadą żyratora jest ograniczenie mocy przenoszonych przez układ – w przypadku układów wysokonapięciowych lub układów mocy zastosowanie przestaje mieć sens. Oprócz tego żyrator – jako element aktywny – w przeciwieństwie do cewki wymaga zewnętrznego zasilania. Zwykle jednak pochłaniana moc jest niewielka.

## Zasada działania
Układ odwraca działanie kondensatora. Wynikiem działania jest impedancja wejściowa w postaci
{\displaystyle Z=R_{\mathrm {L} }+j\omega L.}
Jest to forma charakterystyczna dla idealnej cewki {\displaystyle L} z szeregową rezystancją {\displaystyle R_{L}.} Wartości obliczamy na podstawie wzoru:
{\displaystyle Z_{\mathrm {in} }=\left(R_{\mathrm {L} }+j\omega R_{\mathrm {L} }RC\right)\|\left(R+{\frac {1}{j\omega C}}\right).}
Jeżeli {\displaystyle R} jest znacznie większe niż {\displaystyle R_{L}} równanie możemy uprościć do postaci:
{\displaystyle Z_{\mathrm {in} }=R_{\mathrm {L} }+j\omega R_{\mathrm {L} }RC.}
Dobierając odpowiednio wartości elementów {\displaystyle R_{L},} {\displaystyle R} i {\displaystyle C} można osiągnąć żądaną wartość indukcyjności oraz dobroci obwodu.